# Östlig bomullssvanskanin
Östlig bomullssvanskanin (Sylvilagus floridanus) är ett däggdjur i familjen harar och kaniner. Arten förekommer huvudsakligen i östra Nordamerika, i Centralamerika och i norra Sydamerika.

## Utseende
Djuret påminner om vildkaninen (som förekommer i Europa). Pälsens underull är på ovansidan brun och täckhåren har gråa eller svarta spetsar. Undersidan är ljusare och mera grå- till vitaktig. Även vinterpälsen är mer grå istället för brun. Svansen är likaså mörk på ovansidan och vit på undersidan. Östlig bomullssvanskanin når en kroppslängd av 40 till 48 cm, inklusive den cirka 4,5 cm långa svansen. Vikten varierar mellan 0,8 och 1,5 kg. Öronen är ungefär 6 cm långa och ögonen är påfallande stora.

## Utbredning och habitat
Artens utbredningsområde sträcker sig från sydöstra Kanada över Mexiko och norra Centralamerika till Costa Rica. Isolerade populationer finns i norra Sydamerika i Venezuela och Colombia samt i västra USA (delstater Washington och Oregon).
Östlig bomullssvanskanin kan anpassa sig till flera olika habitat. Den hittas i torra och fuktiga skogar, i gräsmarker, hedområden och träskmarker. Djuret finns även i odlade eller urbana regioner.

## Ekologi
Individerna är aktiva mellan skymningen och gryningen. De lever utanför parningstiden ensam och gräver underjordiska bon. Födan utgörs under sommaren av gröna växtdelar och under vintern av bark och kvistar. En kanin som känner sig hotad kan springa med en hastighet på nästan 30 km/h. Den utför samtidig sicksack-rörelser.
Honor kan para sig flera gångar per år och fortplantningstiden är i tempererade områden mellan februari och september. Vanligen föds tre till fyra kullar per år men under goda förhållanden föds upp till sju kullar. Dräktighetstiden är 25 till 28 dagar och en kull har i genomsnitt fem ungar. Antalet ungar per kull kan variera mellan 1 och 12. Ungarna föds i boet och de är i början blinda och nakna. Efter cirka två veckor syns de för första gången utanför boet. Kort efteråt eller tre veckor efter födelsen slutar honan med digivning. Ungarna blir efter 2 till 3 månader könsmogna och måste lämna sin moder.
Livslängden i naturen är allmänt mindre än tre år. Vissa individer blev med människans vård 9 år gamla.

## Hot och status
Östlig bomullssvanskanin har många naturliga fiender som mårddjur, hunddjur, hökartade rovfåglar och ugglor. Den jagas även av människan för pälsens, köttets eller bara för nöjets skull.
På grund av artens utmärkta anpassningsförmåga ökade däremot beståndet. IUCN listar denna kanin som livskraftig (LC).